# Bóng bầu dục liên minh

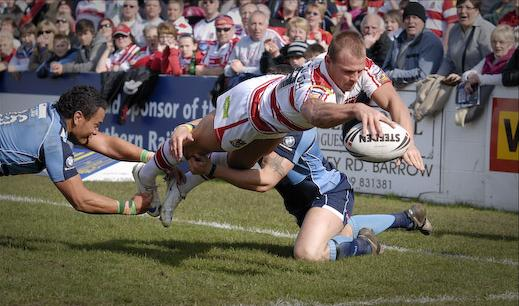
Shaun Ainscough lao xuống vạch vôi để ghi bàn trong 2009 Challenge Cup cho Wigan trong chiến thắng của họ trước Barrow Raiders.

Bóng bầu dục liên minh (tiếng Anh: rugby league) là một môn thể thao đồng đội dùng bóng có nguồn gốc từ Trường Rugby ở Anh. Bóng bầu dục liên minh tách ra từ bóng bầu dục liên hiệp (rugby union) vào năm 1895. Bóng bầu dục liên minh dùng bóng có hình bầu dục (giống với bóng bầu dục liên hiệp, bóng bầu dục Mỹ...), mỗi đội gồm 13 người; vì thế, môn thể thao đó còn được gọi là bóng bầu dục 13 người (tiếng Pháp: rugby à XIII). Luật lệ và cách chơi có khác biệt nhất định với bóng bầu dục liên hiệp.